# Station Niekłonice
Station Niekłonice was een spoorwegstation in de Poolse plaats Niekłonice.